# Paul Borel
Pour les articles homonymes, voir Paul Borel (homme politique) et Borel.
André Marie Paul Borel, né à Lyon le 12 février 1828 et mort dans la même ville le 26 janvier 1913, est un peintre et graveur catholique français.
Il est spécialisé dans la peinture d'histoire et les sujets religieux. 

## Biographie

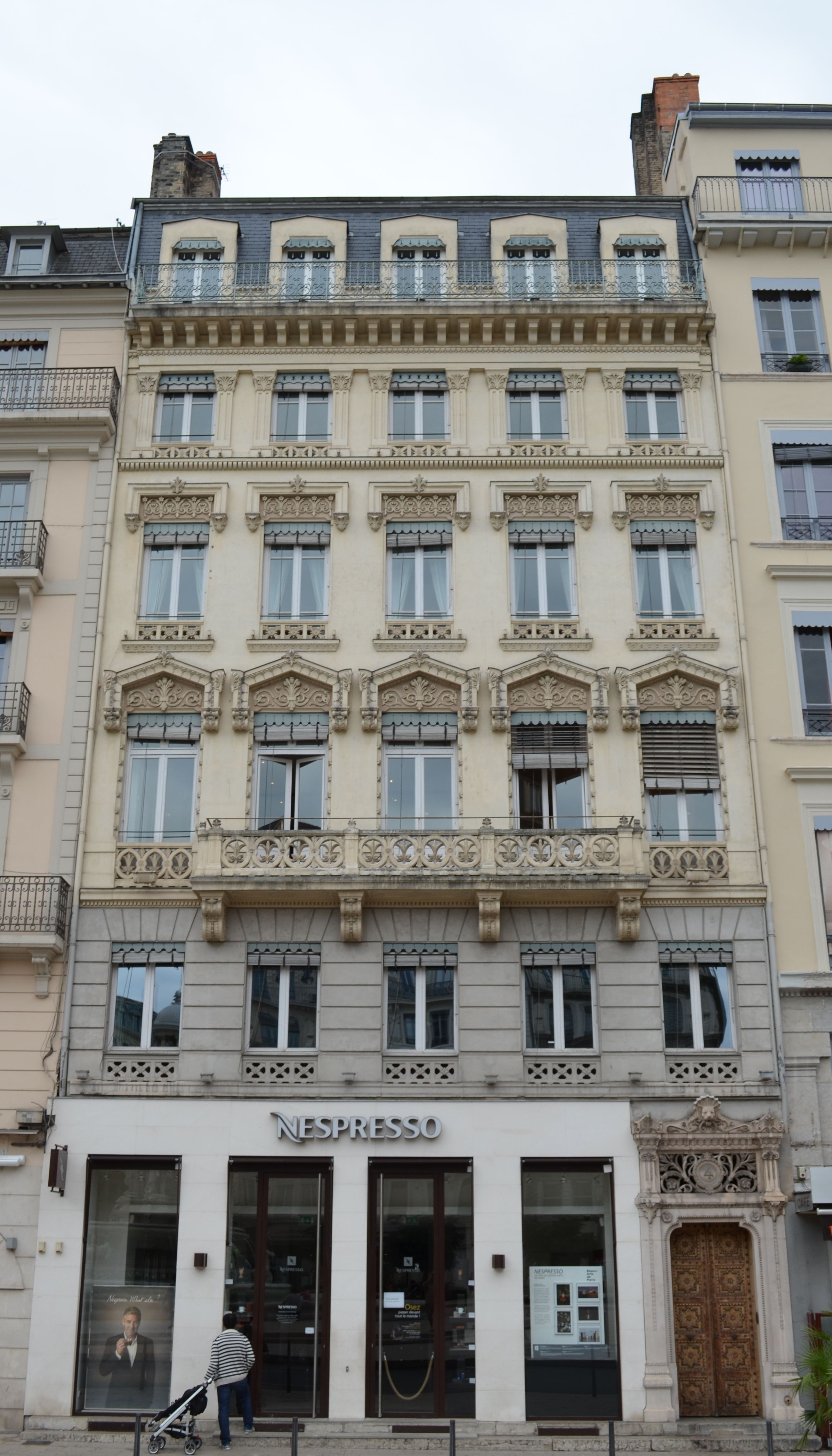
L'immeuble au 4, place des Jacobins à Lyon par l'architecte Pierre Bossan, réalisé pour le peintre.

### Jeunesse
Paul Borel est né le 12 février 1828 à Lyon, où il est mort en 1913. Il est fils et petit-fils de négociants. Il a un frère, Léon, né en 1826. Leur père meurt en 1838, à la suite de quoi leur grand-mère les prend à sa charge. En 1834, les deux frères orphelins trouvent un foyer auprès des abbés de l’école d’Oullins. Ils entrent au collège d’Oullins fondé en 1833 par les pères dominicains pour aider les vocations littéraires et artistiques.
Lorsque son frère aîné tombe malade, il est envoyé sur la Côte d’Azur pour se soigner. Paul Borel part à ce moment-là en voyage. Il se rend à Saint-Chamond, visitera l’Ardèche, le pied du Vercors dont il laissera quelques dessins de jeunesse naïfs et précis. En 1848, son frère Léon meurt. S’ensuit pour lui une prise de conscience : sera-t-il prêtre ou artiste ?

### Formation
La même année, il se lie d’une amitié profonde avec Louis Janmot, Laprade, Yéméniz et le docteur Faivre. En 1844, Borel rencontre également plusieurs artistes, notamment Pierre Bossan. En 1849, il va à Paris, attiré par la présence de Louis Janmot, où il étudie les classiques du Louvre. Il débute au Salon de Lyon de 1851 avec les œuvres Sainte Élisabeth de Hongrie et le miracle des roses, Sainte Élisabeth de Hongrie distribuant des aumônes et Saint Jean l'évangéliste entouré d’anges. En 1852, Janmot et Borel font leur Grand Tour en Italie pour y chercher de nouvelles sources d’inspiration. Ils voyagent jusqu’à Pise, Rome, Naples, Pompéi, Florence… 20 ans plus tard, Paul Borel évoquera encore ses impressions inoubliables devant les fresques de Fra Angelico : « Il y a à Florence des paradis […] Je ne pouvais pas m’en arracher. »[réf. nécessaire]
En 1855, Borel séjourne longtemps à Paris. Cette année-là, il y fréquente Joseph-Victor Ranvier et Irénée Richard à l’académie Suisse. Il revient à Rome en 1856 où il se plonge dans l’étude de la catacombe de Saint-Calixte. Il se marie la même année avec Adèle Mouton, sœur d’un de ses amis de collège, Louis Mouton.
Il expose en 1857 au Salon de Paris. Entre 1857 et 1864, il bénéficie ponctuellement de cours auprès d’Hippolyte Flandrin, professeur à l'École beaux-arts de Paris. Pendant cette période il peint le portrait de sa femme.
Deux ans après leur mariage, son épouse meurt. À la suite de ce deuil, Borel commande la construction de la chapelle de l’école d’Oullins à Pierre Bossan. De cette époque dateront également ses premières peintures murales consacrées à la vie de l’abbé Vianney, curé d’Ars-sur-Formans. Avec la foi qui le caractérisait, Borel s’était consacré aux peintures murales d’églises et de couvents.

### Carrière
Un héritage familial en 1860 permettra à Paul Borel de se réaliser. Il entame la décoration de la chapelle de Saint-Thomas-d'Aquin d'Oullins, qu’il mettra plus de 20 ans à terminer. C’est vers cette période qu’il se lie d’amitié avec Louis-Hector Allemand et François-Auguste Ravier, qui l’initiera au dessin du paysage. Mais très vite il acquerra son autonomie picturale.
Il participe aux décorations intérieures du couvent des Carmes déchaussés de Lyon en 1862.
En 1863, l'architecte Pierre Bossan réalise l'immeuble du 4, de la place des Jacobins à Lyon pour le peintre.
Après 1863, il cesse d'exposer et décore des chapelles et des églises, ne voulant accepter aucune rétribution.
De retour à Paris vers 1874, ses rencontres avec son cousin Jean-Jacques de Boissieu l’orienteront vers la gravure à l’eau-forte.
En 1869, Borel prend une part active dans la construction et l’administration des hôpitaux Saint-Joseph et Saint-Luc à Lyon.
Entre 1880 et 1885, il voyage avec Joseph Trévoux, Félix Thiollier et Poncy, parcourant les monts du Forez, les Flandres et la Hollande, rejoignant son cousin Élysée Grangier à Saint-Nazaire où un cabanon familial lui offre l’hospitalité.
Paul Borel perd de nombreux amis tout au long de sa vie. Hippolyte Flandrin meurt en 1861, Antoine Duclaux en 1868, Charles-François Daubigny en 1878, Antoine Claude Ponthus-Cinier en 1885, Louis-Hector Allemand en 1886, mais surtout Louis Janmot en 1892 et Ravier en 1895. Malgré tout Borel n’interrompra pas son activité. Après avoir réalisé les compositions murales de la basilique d'Ars (1862) et de la chapelle du collège Saint-Thomas-d'Aquin d'Oullins, il décorera la chapelle de la maison des Augustines hospitalières de Versailles (1898) ainsi que les églises Saint-Paul et Saint-Joseph à Lyon.
Paul Borel enseignera le dessin à Lucien Bégule, futur maître verrier et à Marcel Roux, peintre et graveur lyonnais.

## Le graveur

L'Estaque (1878), eau-forte, Cleveland Museum of Art.

Paul Borel est également graveur. Il réalise de nombreuses eaux-fortes, dont une majorité représente des arbres. De 1907 à 1913, Paul Borel gravera les cuivres de reproduction de ses peintures murales d’Oullins. Il en terminera onze, la douzième restera inachevée à sa mort en 1913.
La nature attirait beaucoup Paul Borel. L’arbre est omniprésent dans ses paysages, dans son œuvre gravé comme dans son œuvre dessiné. Il est présent sous toutes ses formes, vivant ou mort, fourni ou dégarni, nostalgique ou sévère. Cet arbre qui obsède Borel traduit bien la solidité de l’homme et de l’artiste.

## Paul Borel et la musique
Dès 1848, ayant fait la connaissance de Charles Gounod, il s’efforce de modifier l’enseignement de la musique au collège Saint-Thomas-d'Aquin d’Oullins, dont il devient d’ailleurs le bienfaiteur.

## Sources d’inspiration
La grande foi de Borel a été sa principale source d’inspiration, réalisant en grande majorité des tableaux à vocation religieuse. Son maître Louis Janmot sera aussi pour lui un modèle qu’il suivra pendant de nombreuses années.

## Œuvres murales

### Basilique d’Ars

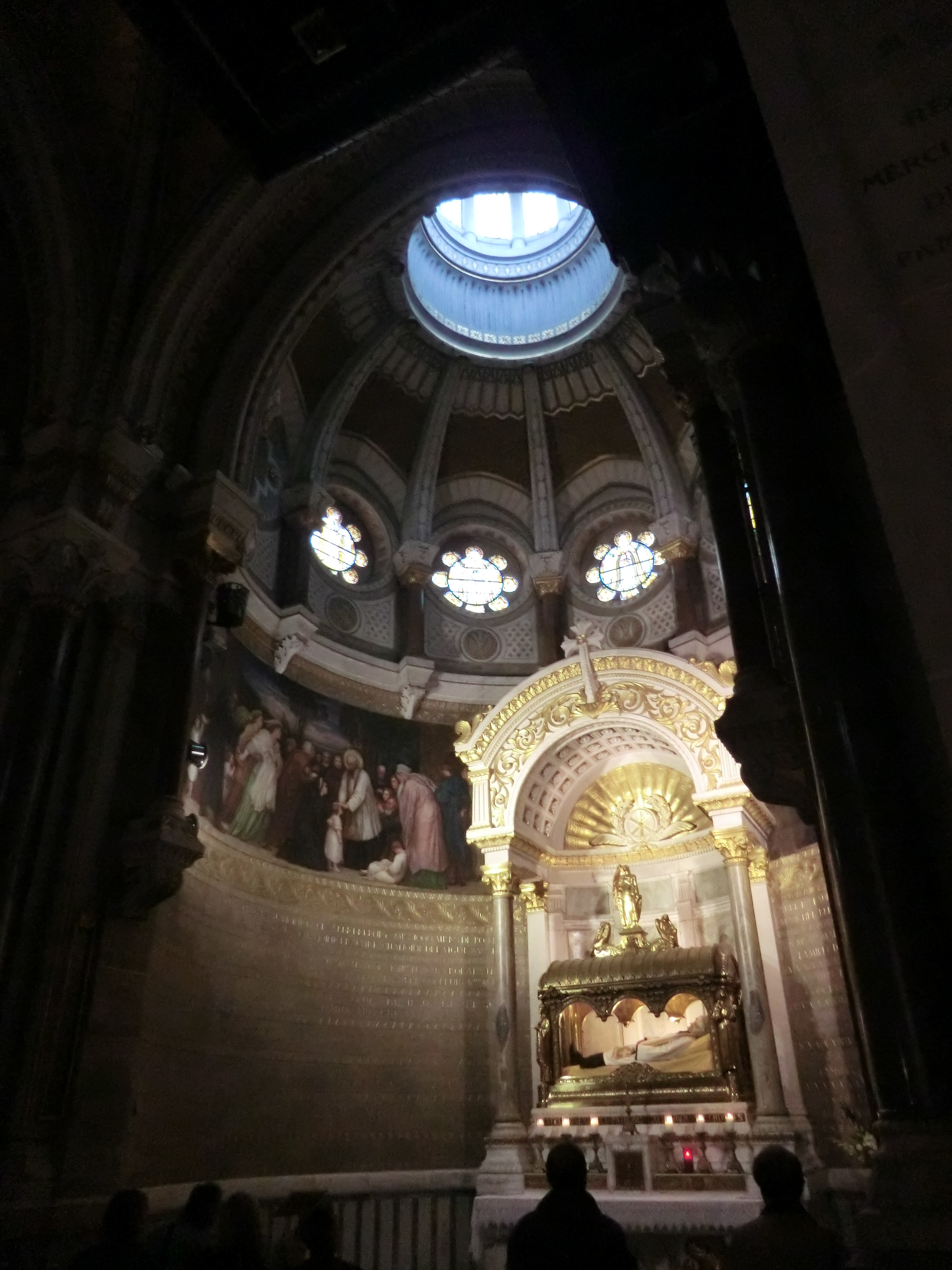
Fresques de Sainte Philomène, basilique d'Ars.

En 1852, Paul Borel rencontre l’architecte Pierre Bossan, qui s’occupera de l’édification de la basilique d'Ars. C’est ce dernier qui choisira Borel pour décorer les murs de la basilique. Paul Borel débute le projet en 1858, peu de temps après la mort de sa femme, le curé d’Ars l’ayant lui-même encouragé dans ce projet pour l'aider à faire son deuil.
La première commande consistait à décorer de peintures murales le tambour de la coupole. Le sujet de cette peinture est sainte Philomène, sainte favorite du curé d’Ars dont les reliques lui avaient été données. Borel a représenté différents moments de la vie de la sainte : son refus à l’empereur, son emprisonnement, son martyre, son accueil au paradis et la découverte de sa légende dans les catacombes. 
En 1906, Borel retourne à Ars pour peindre des scènes de vie du curé d’Ars dans le transept de la basilique. Ce second projet lui était familier, ayant connu le curé, Borel a pu facilement et avec un grand réalisme retranscrire les activités du curé d’Ars. 
Quatre épisodes ont été peints, évoquant la vie du curé. Le premier épisode montre le curé enfant, retrouvé par sa mère en pleine prière. On peut le mettre en parallèle avec l’épisode de la Vierge Marie et de Joseph retrouvant Jésus dans le temple. Dans la deuxième peinture, le curé prêche sur une colline à un groupe de paysans, faisant écho au sermon du Christ sur la montagne. Le troisième peint le curé bénissant les enfants devant son presbytère, qui rappelle le Christ bénissant les enfants. Le quatrième enfin montre le curé devant son confessionnal, désignant un homme agenouillé, qui serait une version réduite du Jugement dernier. Paul Borel a su très justement peindre la vie d’humilité du curé d’Ars,.

### Chapelle de l'école Saint-Thomas d'Aquin

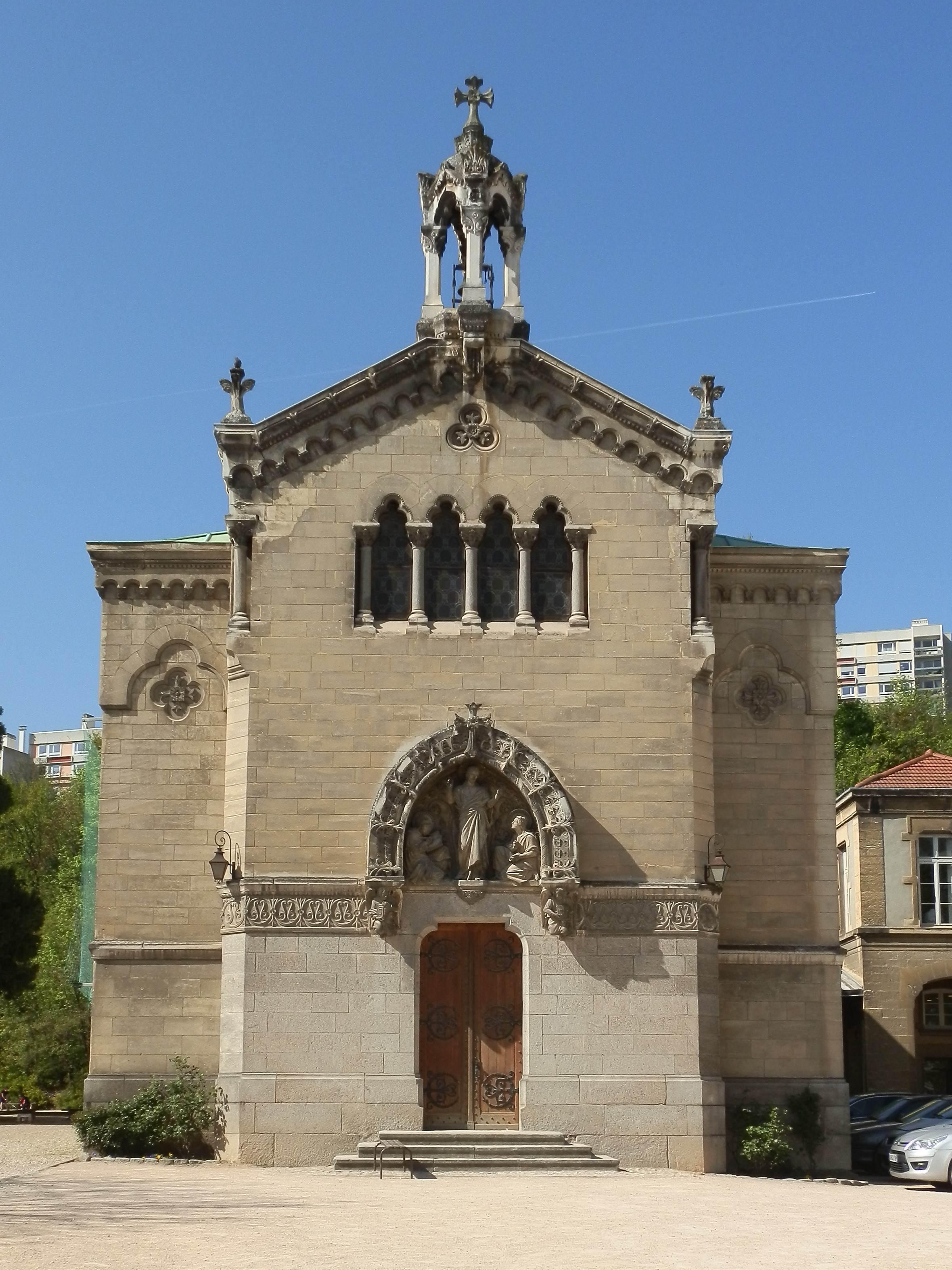
Façade de la chapelle de l'école Saint-Thomas d’Aquin à Oullins.

#### L’école
L'école Saint-Thomas d’Aquin a été fondée en 1833 par Étienne Dauphin (1806-1882), un jeune prêtre qui allait devenir un dominicain tertiaire sous la direction du père Henri Lacordaire. En 1836, construction d’une première chapelle. En 1861, le nombre d’élèves augmentant, la chapelle s’avère trop petite. Sur les conseils de Paul Borel, un groupe d’artistes lyonnais œuvrent et réalise une nouvelle chapelle de style romano-byzantin, similaire à celui de la basilique Notre-Dame de Fourvière qui fut conçue par le même architecte Pierre-Marie Bossan.
L’école était un second foyer pour Borel. Dans ses correspondances épistolaires de voyage, Borel exprime son désir de revenir, non pas dans ses spacieux appartements ou ateliers de Lyon, mais à Oullins. Il siège au conseil d’administration de l’école pendant de nombreuses années. Il y consacre son temps et sa fortune. Il protégea son statut d’institution catholique à travers les revirements de la politique française concernant l’éducation nationale après le Second Empire. L'école Saint-Thomas d’Aquin-Veritas occupa une grande partie de sa vie.

#### La réalisation des peintures murales
Paul Borel finance puis réalise entre 1861 et 1887 les peintures de la chapelle. Ayant un tempérament sincèrement religieux, une foi profonde dans la restauration de l'ordre dominicain, ses peintures murales pour la chapelle de l'école d'Oullins offrent donc naturellement la transmission de l'énergie prophétique retrouvée des frères prêcheurs et une lecture respectueuse de leur histoire.
Le projet décoratif de Borel à Oullins est visiblement dominicain dans l'iconographie et l'inspiration. Il ne l'est cependant pas dans le style, bien qu'un tel style existait au milieu du XIXe siècle, utilisé par les dominicains au service de Lacordaire et sous leur contrôle. Son esthétique fortement influencé par les fresques de Fra Angelico, se démarque à la fois par loyauté envers son premier professeur à Oullins et en raison de son isolement esthétique.
Borel est cependant plus préoccupé à diffuser ses convictions religieuses traditionnelles que de mettre simplement à leur service un témoignage spirituel, il continue donc, à Oullins, de peindre dans le style hardi et monumental qu'il avait commencé à développer à la coupole d’Ars.
Dans la nef de la chapelle de l'école en particulier, ses figures dégagent une sorte de grandeur magistrale. Elles empruntent largement au passé car l'espace des peintures de Borel rappelle par son ampleur et sa légèreté classique, les fresques renaissance du XVe siècle : certaines sont éclairés magiquement par le chiaroscuro baroque, d'autres empruntent la classique et plane composition baroque ; certains de ses personnages ont la stature imposante de ceux du Tracento comme dans les fresques de l'Arena de Giotto.
Oullins est une immense encyclopédie de la peinture monumentale religieuse depuis la renaissance, époque avec laquelle Borel se sentait beaucoup d'affinités.

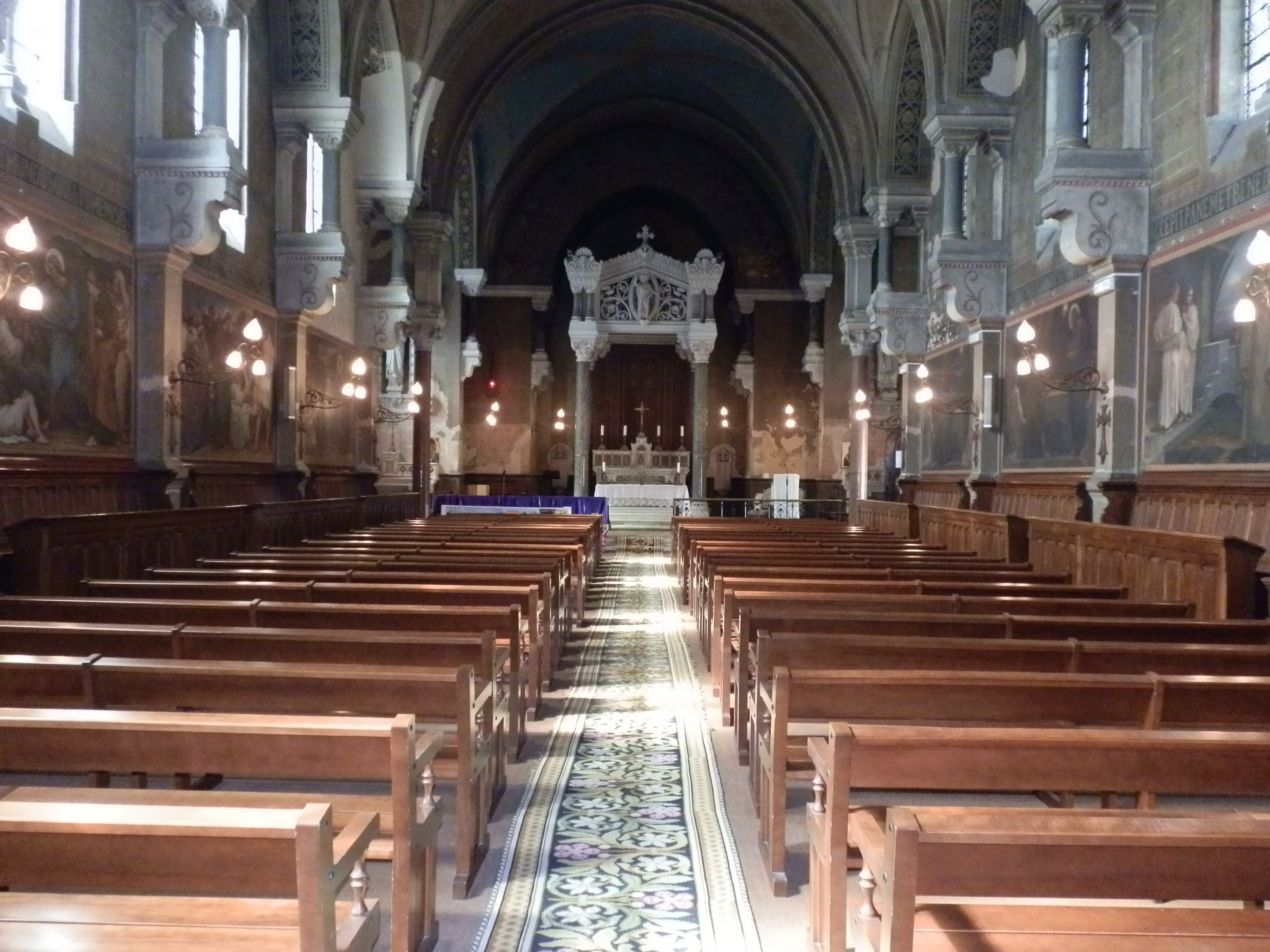
Intérieur de la chapelle Saint-Thomas d'Aquin.

Le décor de la chapelle évoque sous la forme narrative un récit dont les événements concrets ont pour protagonistes des personnalités qui ont servi la cause des dominicains : Pie V, le premier pape dominicain, Catherine d'Alexandrie, sainte patronne des philosophes, saint Hyacinthe qui implanta l'ordre en Europe orientale au XIIIe siècle, saint Vincent Ferrier et sainte Catherine de Sienne. Saint Dominique également, dans une peinture rectangulaire à gauche de l'autel, s'agenouille devant la Vierge et reçoit d'elle un rosaire. Il débute en 1861 par les bras du transept tronqué.
Des figures de dominicains se tiennent dans des niches rectangulaires entre de grandes peintures carrées, des peintures sur toile marouflées sur les murs, comme l'étaient toutes les peintures murales de l'artiste.
Sur la gauche, saint Vincent Ferrier porte une capuche et deux grandes ailes blanches en plume. Il tient une trompette en bronze dans sa main gauche et un crâne dans la droite, attributs prophétique de la justice immanente. Il se drape dans sa soutane noire et regarde durement en direction de la nef.

Sur la gauche, saint Hyacinthe est plus introverti. Il a les yeux baissés, tient un calice dans sa main droite et une statue de la Vierge dans l'autre. Entre les deux, sur la grande peinture murale, quatre moines augustins se tiennent sur le côté droit une grande sacristie et marquent leur étonnement devant la lumière sainte qui émane du crucifix placé sur l'autel où Thomas d'Aquin, saint patron d'Oullins, s'agenouille et offre son traité sur les Sacrements.

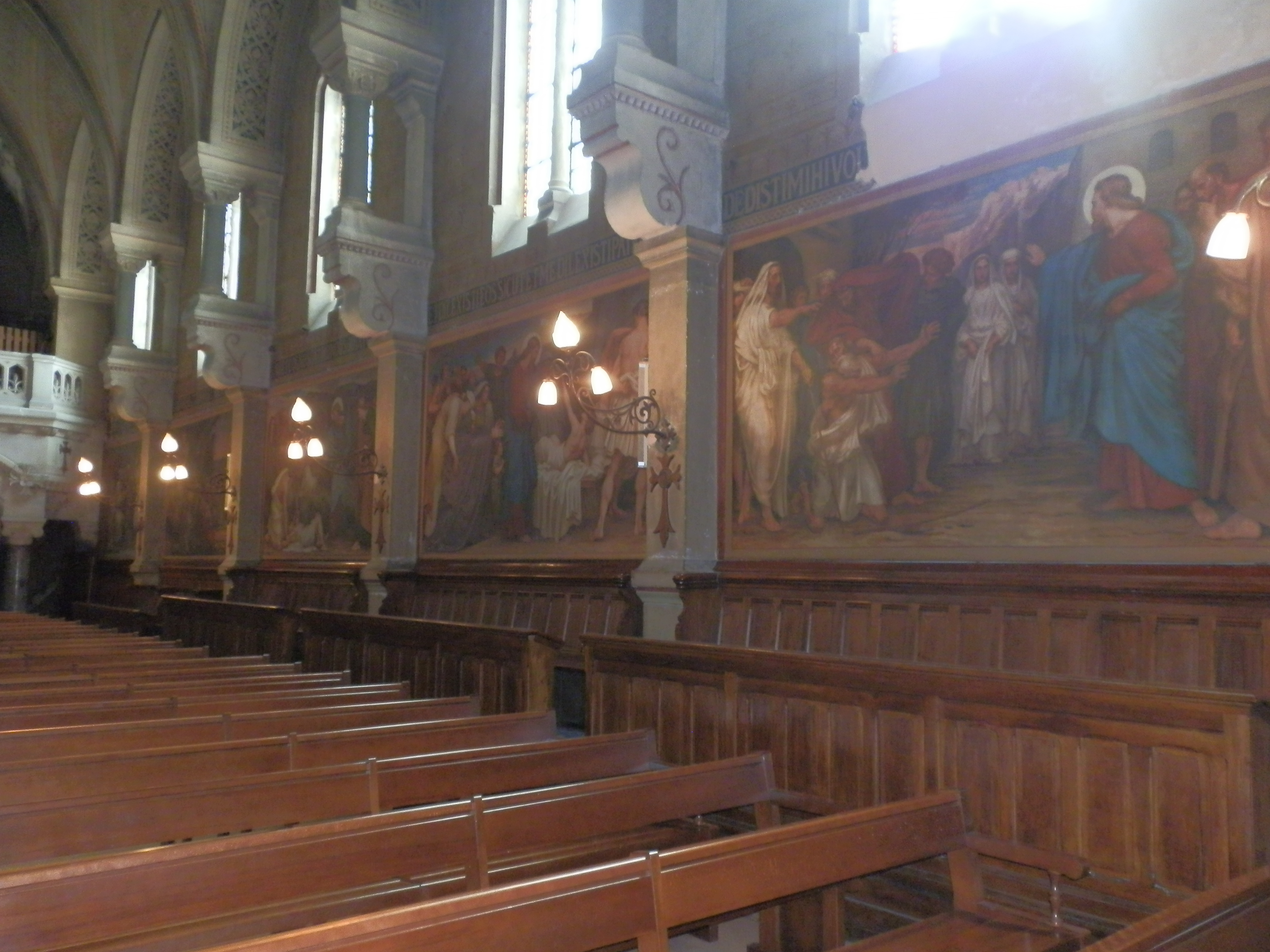
Quelques peintures murales de la chapelle.

L’histoire veut que Saint Thomas d’Aquin ait entendu le crucifié lui poser une question alors qu'il s'est agenouillé devant l'autel : « Tu as bien écrit sur moi, Thomas, que désires-tu comme récompense ? »
De l'autre côté du transept se tiennent Pie V, vêtu de blanc portant la tiare papale et tenant un rosaire, et sainte Catherine de Sienne priant les yeux fermés. En face, saint Thomas d’Aquin est agenouillé en prière. Il embrasse le chapelet qui lui est tendu par la Vierge et l'Enfant. Saint Dominique est flanqué d'un saint Michel ailé, portant une armure et tenant une bannière armorié.
Les panneaux de la nef diffèrent de celles du chœur par leur dimension, l'audace de leur échelle et leur caractère narratif plus directe. Ces peintures murales sont comme une Biblia Studentorum[Quoi ?]. 
- À droite : quatre sujets tirés de l'Évangile des disciples d’Emmaüs :
  - la conversation de Jésus avec les deux disciples ;
  - l’arrivée à l’hôtellerie ;
  - la Cène d’Emmaüs ;
  - la disparition du Christ ;
  - un sujet tiré de l’Ancien Testament : Moïse faisant sortir de l’eau du rocher. Image prophétique du Christ.

- À gauche : série de sujets évangéliques :
  - La guérison de Jéricho en Jordanie ;
  - la Résurrection du fils de la veuve de Naïm ;
  - la guérison du Possédé ;
  - la guérison du lépreux ;
  - sujet tiré de l’Ancien Testament : le jeune Tobie guérissant son père avec le fiel (sécrétion du foie) d’un poisson. Image prophétique du Christ guérissant les infirmités de l’âme et du corps[5].

### Chapelle des Augustines de Versailles
Paul Borel décore en 1898 la nef et le chœur de la chapelle des Augustines hospitalières, rue Édouard–Charton à Versailles, de peintures murales qui figurent saint Augustin, sainte Monique, saint Augustin et son ami saint Alypius, sainte Claire d'Assise, et sainte Julienne. Deux sujets sont en forme de frise : La Présentation au temple et La Mort de saint Joseph.

### Église Saint-Paul de Lyon

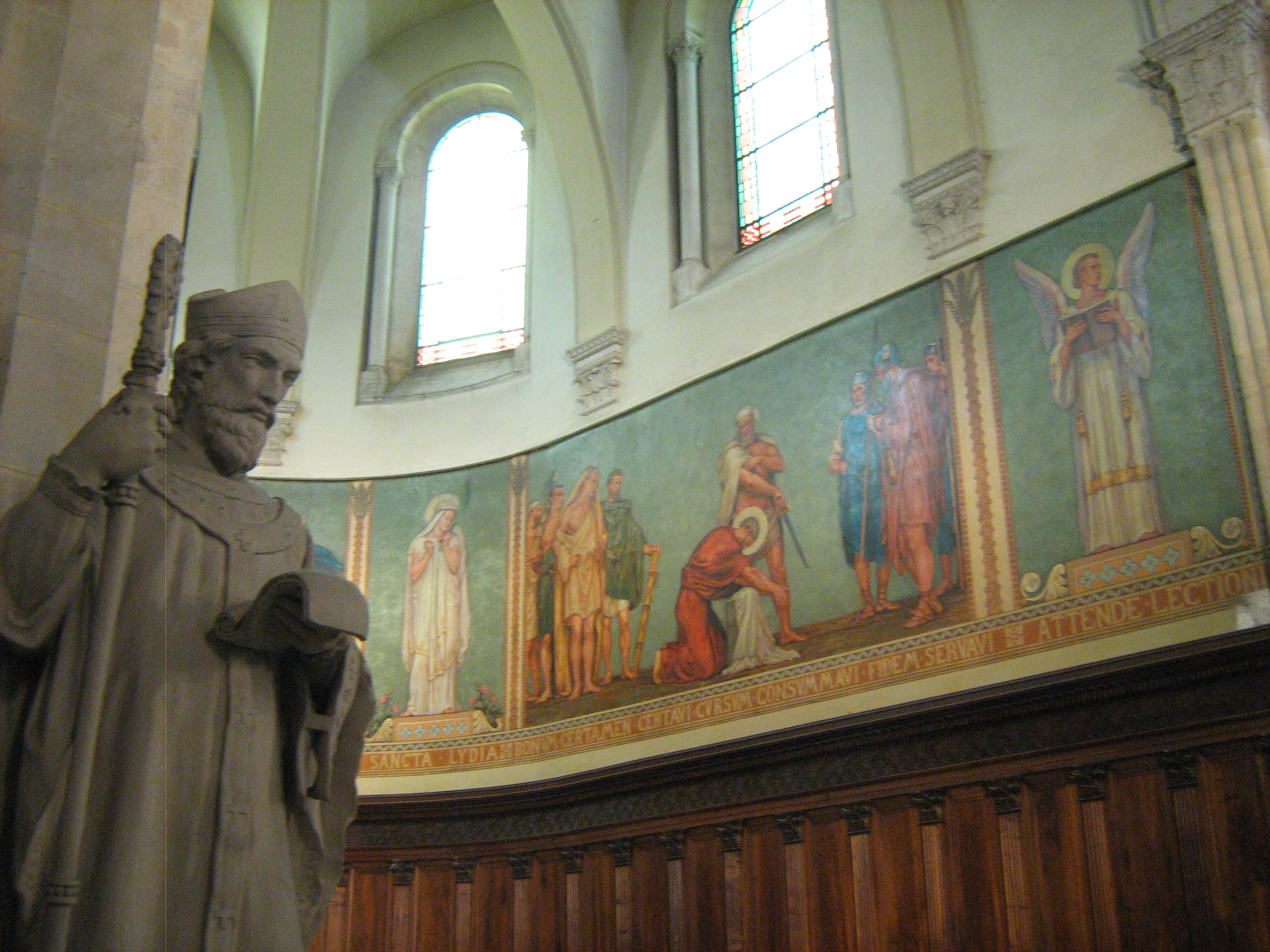
Fresques de l'église Saint-Paul de Lyon.

Le chœur de l’église Saint-Paul de Lyon conserve le dernier ensemble décoratif réalisé par Paul Borel de 1894 à 1906. Les peintures illustrent la conversion, le ministère et le martyre de saint Paul. Il est très proche, dans l’exécution, du cycle de Philomène à Ars, peint quelque quarante années auparavant.

## Œuvres dans les collections publiques
- Ars-sur-Formans, basilique d'Ars :

  - Sainte Philomène ;
  - Saint Curé d'Ars, 1858-1906.
- Brou, monastère de Brou : 
  - La Confession des hommes[8] ;
  - Le Curé d'Ars[9] ;
  - Paysage[10].
- Lyon :
  - Centre hospitalier Saint-Joseph Saint-Luc : Mort de saint Joseph.
  - couvent des Carmes déchaussés :  Adoration des mages et des bergers, 1862.
  - église Saint-Paul : Martyre de saint Paul, vers 1900.
  - musée des Beaux-Arts :
  - fonds d'atelier du peintre, don en 2012 par l'Association hospitalière Saint-Luc[11] ;
  - L'Entretien pendant la marche (Les disciples d'Emmaüs), étude pour la chapelle des Dominicains d'Oullins.
  - Archange Saint Michel tenant la balance, étude.
- Oullins, chapelle de l'école Saint-Thomas d'Aquin-Veritas : Moïse, Tobie, saints dominicains, 1869-1888, peinture à fresque du chœur et les toits de la nef.
- Paris :
  - église Saint-Thomas-d'Aquin : Archange Saint Michel tenant la balance.
  - musée du Louvre : 26 dessins, don en 1978 par Paul Dufournet[12],[13].
- Saint-Héand, église Saint-Joseph : Le Baptême.
- Versailles, chapelle des Augustines hospitalières : décor mural, 1898.

## Récompenses
En 1899, Paul Borel est nommé chevalier de l’ordre de Saint-Grégoire-le-Grand pour avoir été le fondateur de l’hôpital Saint-Luc.

## Réception critique
Joris-Karl Huysmans (1848-1907) dit de ses eaux-fortes : « […] il ne faut pas chercher dans ses planches ni le fini, ni le précieux de l’exécution, ni la fioriture amusante mais inutile : tout y est subordonné au sentiment, à l’émotion religieuse […] »[réf. nécessaire]
Henry Dérieux (1892-1941) compare l’artiste « aux moines ingénus et passionnés, qui cherchaient dans l’extase, fille du jeûne et de la prière, les éléments d’une figuration dont les personnages sont divins. Comme eux, Paul Borel n’a guère représenté que le divin […] »[réf. nécessaire]
René Jullian (1903-1992), ancien conservateur du musée des Beaux-Arts de Lyon, écrit : « Ce qui fait l’originalité de Paul Borel, c’est ce qu’il a su insérer dans ce romantisme mâtiné de réalisme la ferveur mystique qui émanait de sa foi profonde et qui pouvait trouver une atmosphère propice dans le climat symboliste de la fin du XIXe siècle. »

## Postérité et hommages
Redécouvert peu avant sa mort par Félix Thiollier, cet artiste a laissé près de 70 eaux-fortes, issues de l'école de la gravure lyonnaise du XIXe siècle. Il représente principalement des paysages, ainsi que quelques portraits et des sujets religieux. Il fut en contact avec le marchand Alfred Cadart dans le cadre de la Société des aquafortistes (Paris, 1862-1867).
Le musée de l'Imprimerie et de la Communication graphique de Lyon conserve 130 gravures et dessins de Paul Borel consacrés au paysage. Ce fonds porte un nouvel éclairage sur son œuvre jusque-là presque uniquement vu du point de vue religieux, faute de sources documentaires.
Il existe une rue Paul-Borel dans le 2e arrondissement de Lyon.